# Bregazzana
Bregazzana è un quartiere della città di Varese, posto nel quadrante nordoccidentale dell'area urbana.
Situato alle pendici del monte Chiusarella, geograficamente costituisce un borgo a sé stante dalle caratteristiche prettamente rurali, con case cortilizie e a loggiati tipiche dei villaggi contadini del Varesotto. L'abitato è ben distinto dagli agglomerati circostanti e circondato da boschi; dalla sua posizione si dominano inoltre, in direzione sud-est, l'imboccatura meridionale della Valceresio e il comune di Induno Olona.

## Monumenti e luoghi d'interesse
La chiesa di San Sebastiano, costruita tra il XVII e il XVIII secolo, è il monumento più significativo della frazione. Conserva un pregevole portale settecentesco e un altare in marmo policromo della stessa epoca, sul quale è collocata una pala seicentesca, la Madonna col Bambino e Santi Sebastiano e Carlo Borromeo, attribuita ad Antonio Mondino, allievo del Morazzone. Una cappella laterale conserva inoltre una tela di scuola lombarda del medesimo soggetto, risalente al 1590. La festa patronale del 20 gennaio è celebrata con un raduno di agenti della Polizia Locale, dei quali il santo è protettore.
Presso il cimitero comunale si trova inoltre il cosiddetto Elefante di Bregazzana, ossia la cappella funebre della famiglia Magnani, titolare della vicina Birreria Poretti, che realizzò diversi atti di filantropia in favore della comunità bregazzanese (costruendovi il locale asilo infantile); il cavalier Angelo Magnani, grande appassionato di viaggi in oriente, commissionò la costruzione del mausoleo allo scultore Enrico Butti, che insieme all'ingegnere Ernesto Brusa modellò una struttura che unisce la pietra grigia di Viggiù, finemente cesellata, ad elementi in bronzo (la scultura dell'elefante che passa attraverso l'edicola) e vetro (la cupola del monumento), creando una sorta di "pagoda" che evoca le architetture indiane.

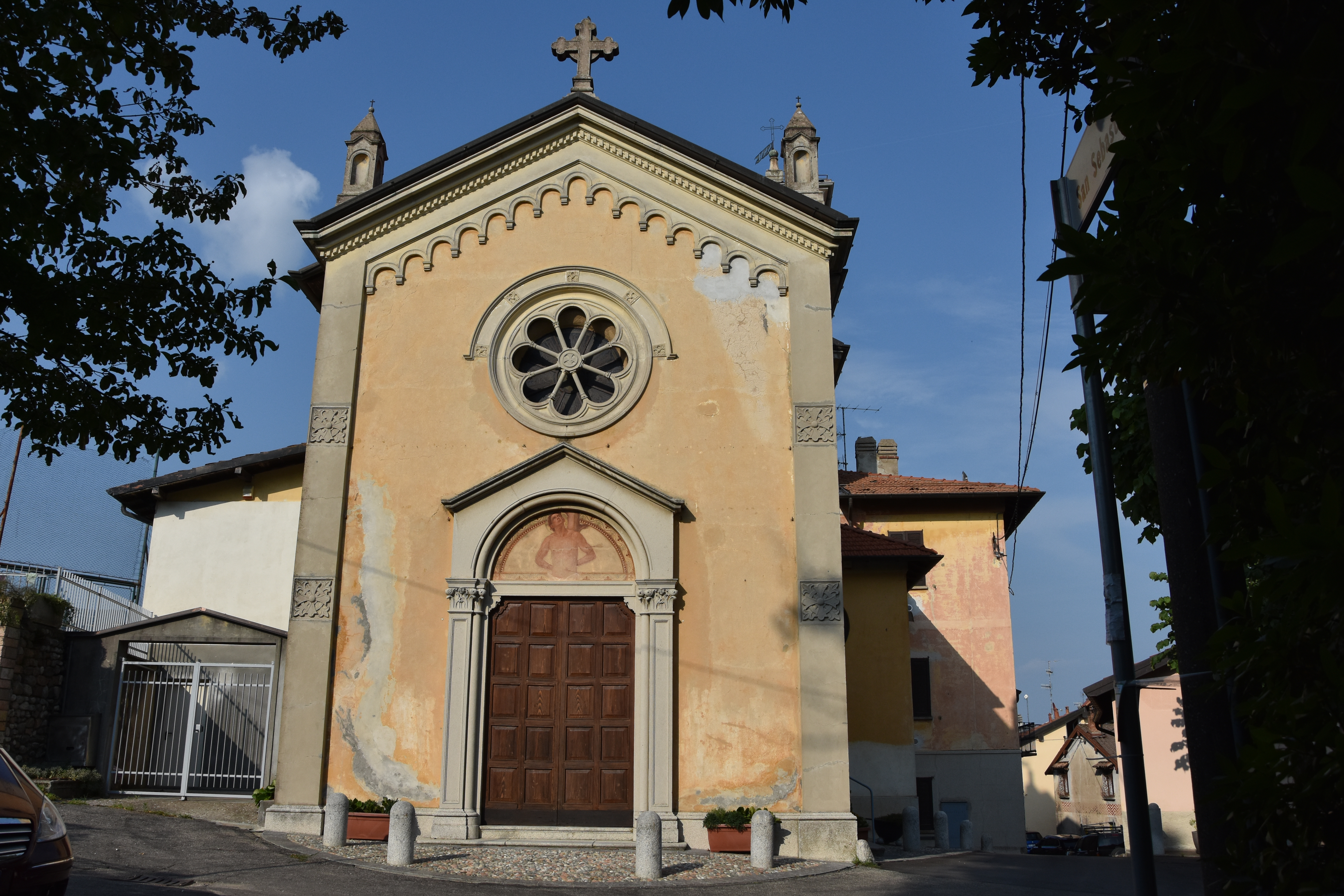
La chiesa di San Sebastiano
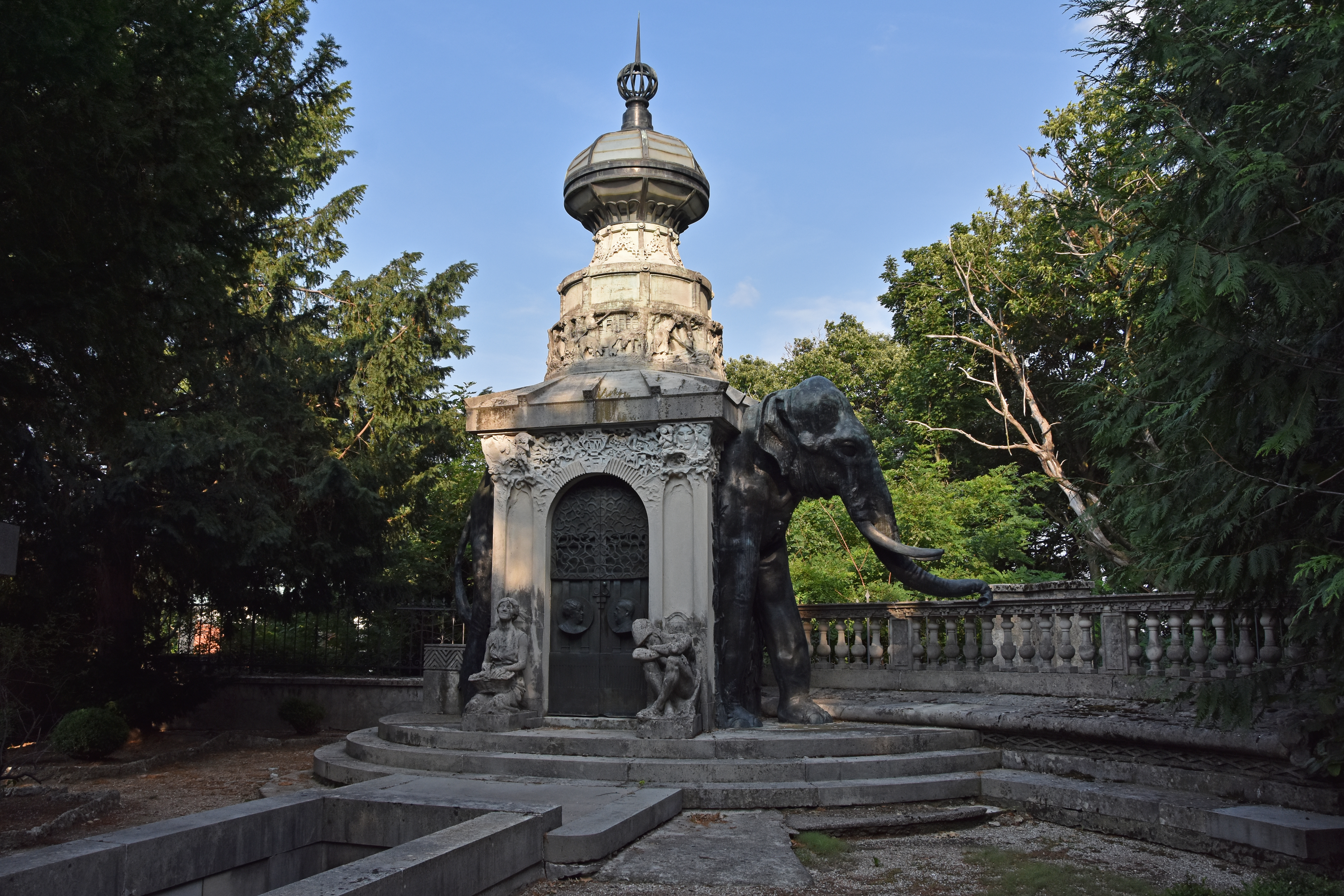
L'elefante di Bregazzana, cappella funeraria della famiglia Magnani
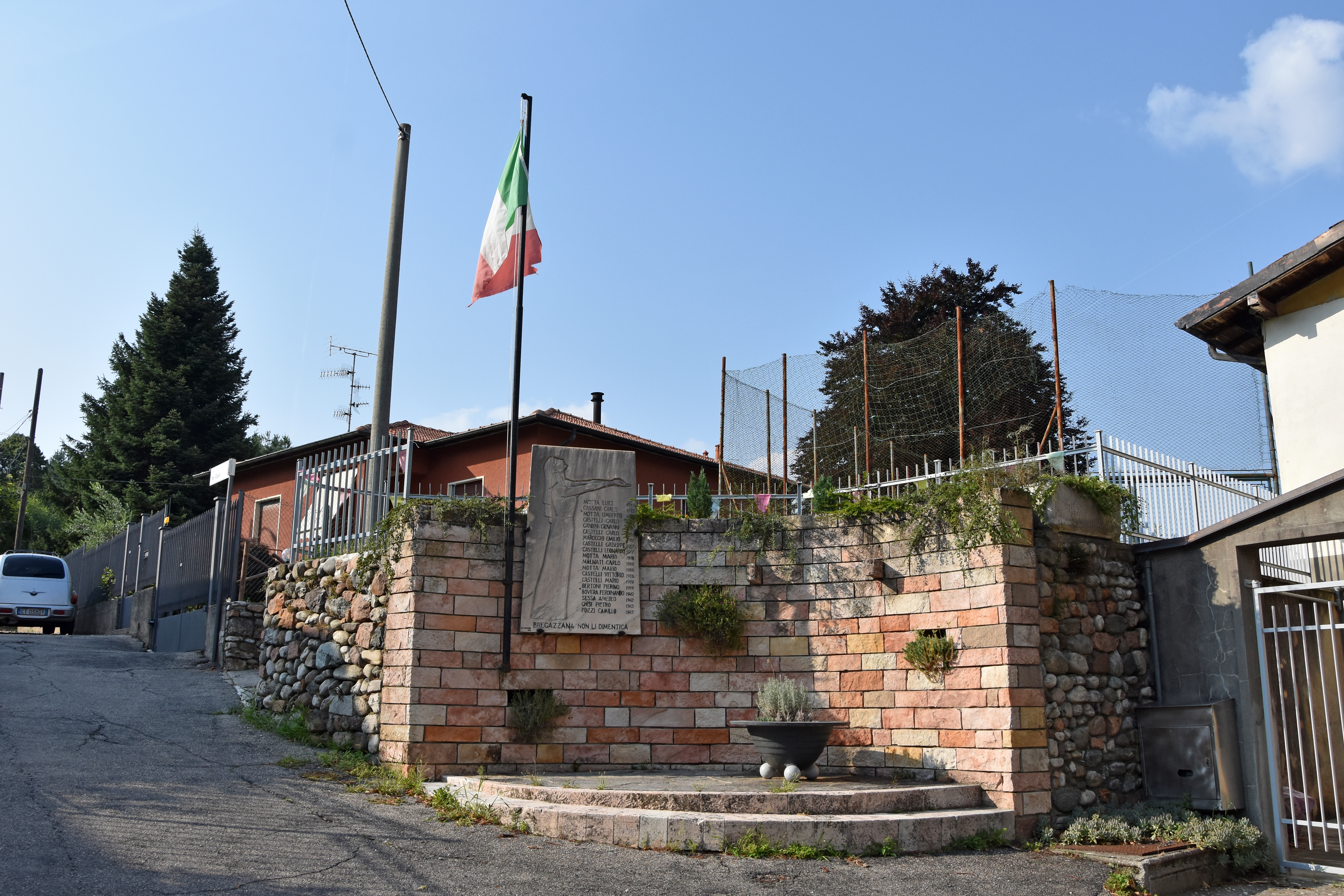
Il monumento ai caduti

## Storia amministrativa
Fino al 1927 la frazione appartenne amministrativamente al comune di Induno Olona, che fu poi soppresso e accorpato a Varese allorché la città venne eretta capoluogo di provincia. Nel 1950 Induno Olona si distaccò da Varese, ma Bregazzana non ne seguì il destino e rimase nella pertinenza amministrativa del capoluogo.

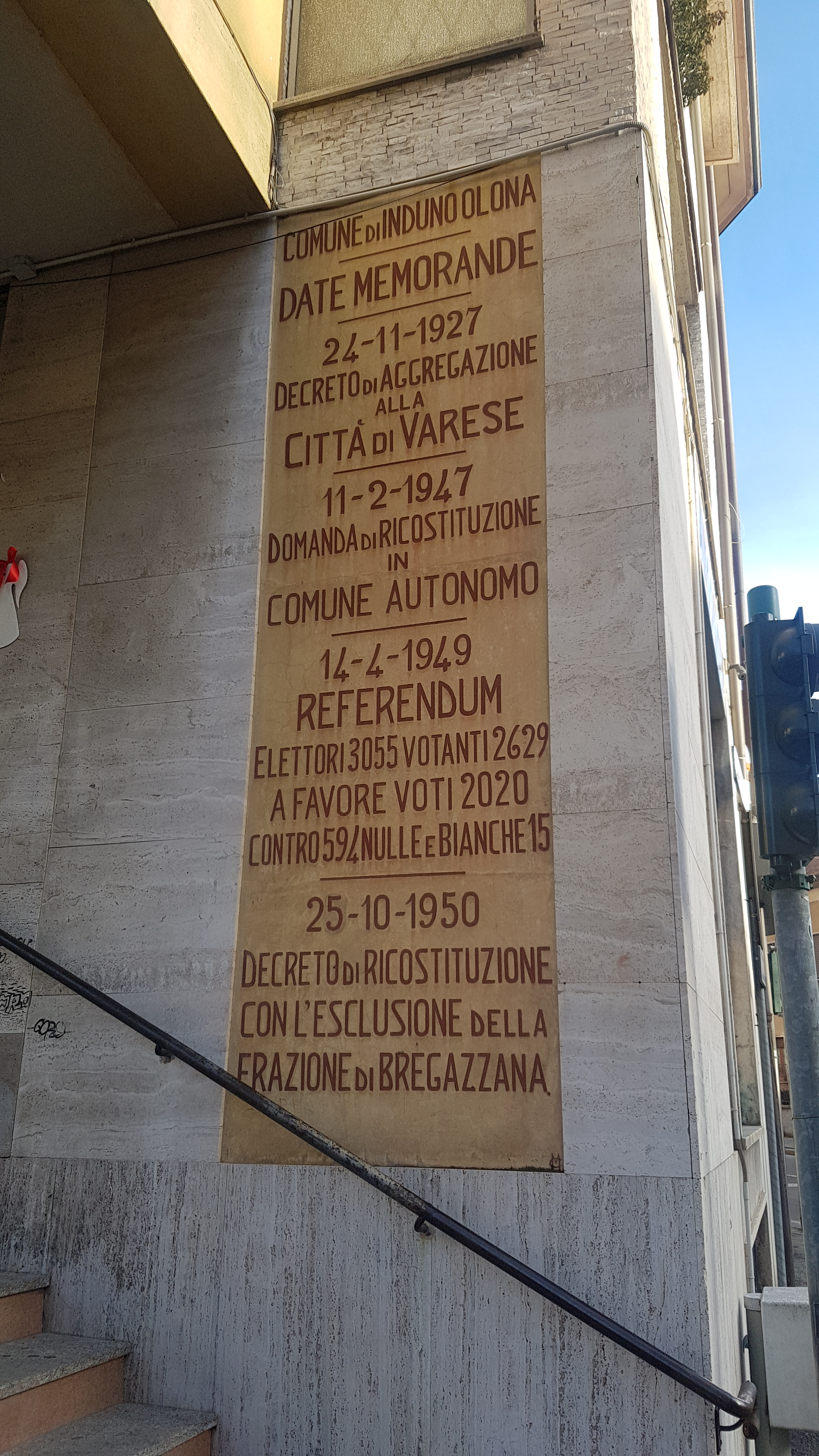
Lapide al municipio di Induno Olona sulla storia istituzionale del comune